# Hallux rigidus
Hallux rigidus ist die Spezialbezeichnung für den Gelenkverschleiß (Arthrose) des Großzehengrundgelenkes zwischen dem ersten Mittelfußknochen und dem Grundglied der Großzehe, der zu einer zunehmenden und schmerzhaften Versteifung des Gelenkes führen kann. Der Hallux rigidus kann, muss aber nicht mit einem Hallux valgus, einer Fehlstellung der Großzehe zur Fußaußenseite, kombiniert sein.

## Bedeutung und Abhilfe
Die Versteifung behindert die normale Abrollbelastung des Fußes. Eine Möglichkeit der Hilfe stellen hier Schuhzurichtungen dar. Dabei wird die Schuhsohle im Vorfußbereich in der Art einer Löschwiege (Tintenlöscher) umgeformt (Fachbegriffe: vordere Rolle, Vorfußrolle oder Ballenrolle). Die Abrollbewegung läuft dann nur noch über den Schuh, nicht mehr über die Großzehe. Ähnlich kann die Großzehe auch in Wanderschuhen entlastet werden, die eine feste und dicke Sohle mit Ballenrolle aufweisen.
Die Diagnose kann durch die klinische Untersuchung gestellt werden. Typisch ist die eingeschränkte Beweglichkeit vorwiegend in der Dorsalextension, oft sind am Köpfchen des ersten Mittelfußknochens dorsale und auch mediale Knochennasen (Osteophyten) zu tasten.
Gelegentlich finden sich auch Entzündungszeichen in Form von Rötung, Schwellung und Erwärmung. Im Röntgenbild (Abbildung links) findet sich eine Verschmälerung des Gelenkspaltes – bis hin zur Aufhebung. Ursache ist Abrieb des Knorpels. Weiter finden sich Ausziehungen an den Gelenkflächen.
Es gibt auch einige operative Verfahren, um das normale Gehen wieder zu ermöglichen. Dazu zählt bei leichteren Formen die Abtragung der Osteophyten, die Cheilektomie. Diese kann bei schwereren Formen mit einer Korrektur-Osteotomie kombiniert werden. Der Einsatz von Endoprothesen hat sich mangels Erfolgen bisher nicht etablieren können. Bei schweren Arthrosen ist die Versteifung (Arthrodese) des Großzehengrundgelenks die am häufigsten angewandte Methode, wobei der Bewegungsverlust durch die benachbarten Gelenke und eine Ballenrolle kompensiert wird, aber durch die Fusion der beiden Knochen auch zu Schmerzfreiheit führt.

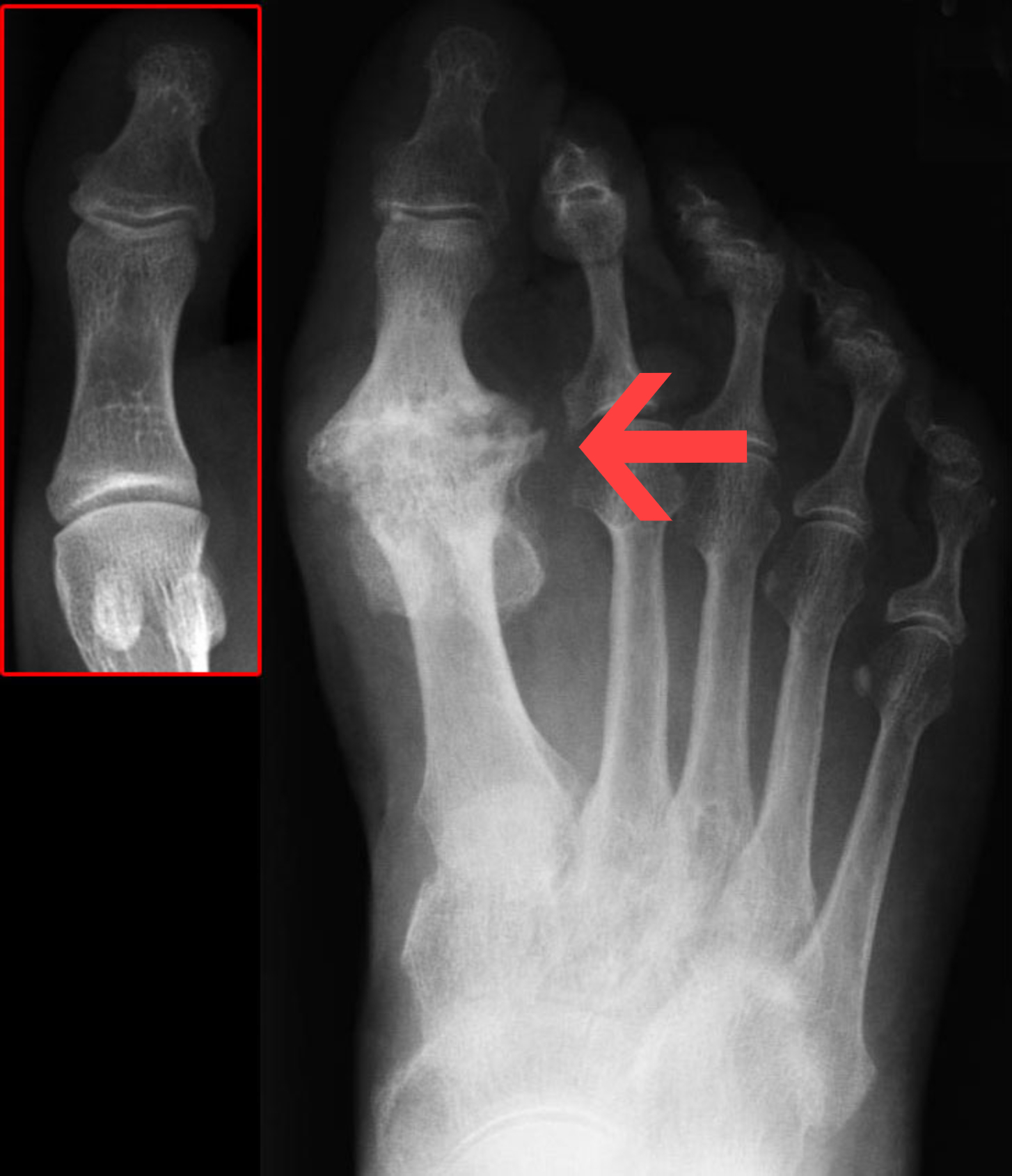
Röntgenbild (im Kasten normale Verhältnisse)
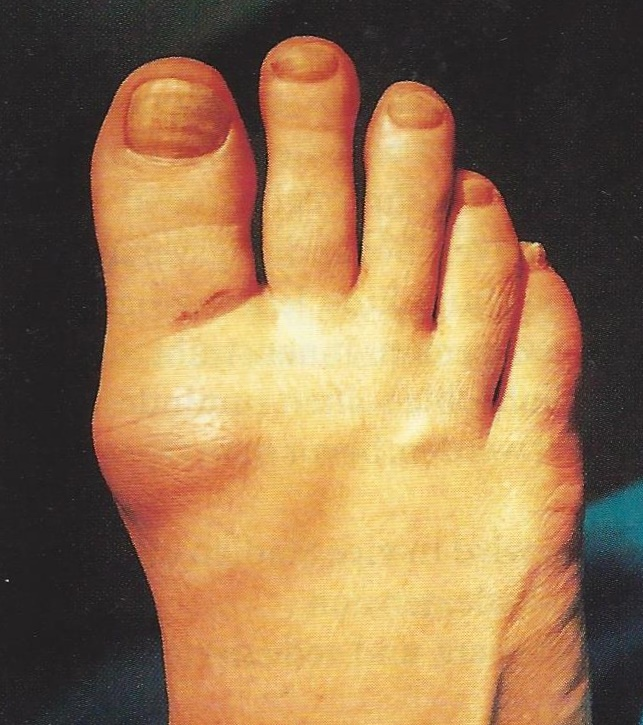
Klinisches Bild
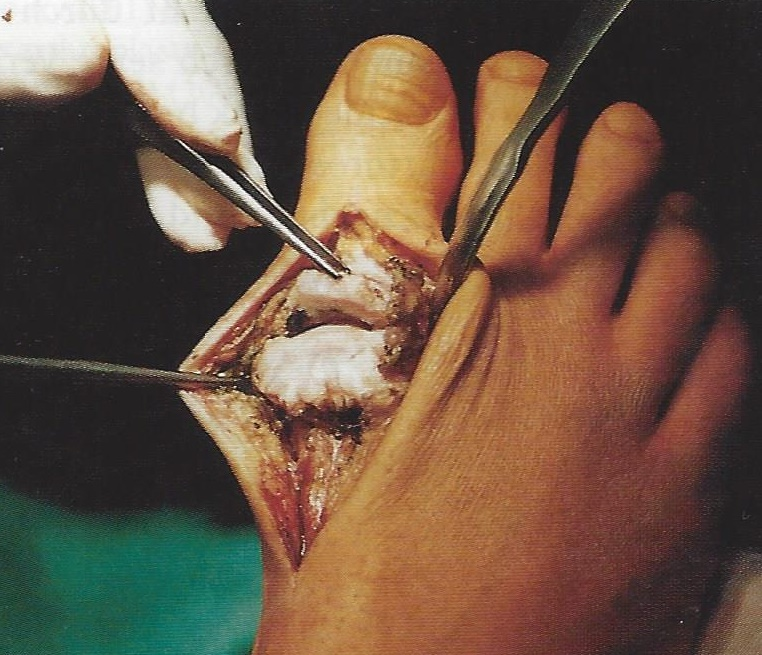
OP-Befund

## Symptome
Anfangs kommt es beim Hallux rigidus zu einer Schwellung und Entzündung der Gelenksschleimhaut. Dadurch kann die Großzehe nur eingeschränkt und unter Schmerzen bewegt werden. Die eintretende Versteifung wird durch den ständigen Abrieb des Knorpels immer mehr verstärkt. Es ist sogar möglich, dass dieses Reiben vom Patienten gehört wird. Durch den Abrieb von Knorpel- und Knochenstücken erfolgt eine sogenannte Krepitation.
Im Alltag können folgende Beschwerden auf einen Hallux rigidus hinweisen:
- Schmerzen beim Gehen, vor allem beim Abrollvorgang
- Schwellungen an der Großzehe
- Entzündungen am Großzehengrundgelenk
- Verändertes Gangbild
- Schwielenbildung an der Fußsohle
- Bildung von Knochensporen (Osteophyten)
- Reibgeräusche während der Bewegung
- Schwierigkeit, in die Schuhe zu kommen

## Operative Versorgung
Erzielt man mit den konservativen Therapien keine Verbesserung, kommt die Operation des Hallux rigidus in Frage. Je nach Stadium des Hallux rigidus werden verschiedene Operationstechniken angewendet.

### Arthrodese des Großzehengrundgelenks / Hallux rigidus Arthrodese
Bei dieser Operationsmethode wird das gesamte Gelenk in einer bestimmten Position versteift. Ziel dieser Arthrodese ist es, die Schmerzen gänzlich zu verdrängen.

### Endoprothese des Großzehengrundgelenks
Hierbei wird eine Endoprothese ähnlich wie eine Hüft- oder Knieprothese eingesetzt, indem sie das Großzehengrundgelenk ersetzt.

### Cheilektomie
Die Operationstechnik der Cheilektomie wird bei einem leichten Hallux rigidus angewendet, bei dem das Gelenk noch nicht beschädigt ist.